# Angelico Prati
Angelico Prati (Agnedo, 3 maggio 1883 – 31 gennaio 1961) è stato un glottologo e linguista italiano.

## Biografia
Figlio del pittore Eugenio e di Ersilia Vasselai, studiò a Trento e ad Este ma non frequentò mai l'università (tranne un paio di mesi in cui seguì le lezioni di Karl von Ettmayer a Friburgo). Nonostante ciò, dopo qualche anno di insegnamento nelle scuole medie di Orvieto e Modena, nel 1924 conseguì brillantemente la libera docenza in Dialettologia italiana, di fronte a una commissione composta da Vincenzo Crescini, Clemente Merlo e Matteo Giulio Bartoli. Negli anni precedenti, infatti, il Prati si era distinto per aver redatto alcuni interessanti studi, fondati unicamente sulla sua grande passione per l'argomento.
Nel 1925 si stabilì a Roma. Per un periodo fu bibliotecario privato, quindi venne assunto dall'Accademia d'Italia per la redazione del Vocabolario della lingua italiana. Non condividendo le posizioni adottate dalla direzione, abbandonò l'incarico e preferì condurre una vita riservata ma indipendente, che gli permise di coltivare in piena libertà i propri interessi. Questa scelta, tuttavia, ne pregiudicò la situazione economica costringendolo, nel 1950, a vendere la sua fornita collezione di dizionari dialettali.
Nel novembre dello stesso anno, grazie all'interessamento di Giovan Battista Pellegrini, ottenne l'insegnamento di Storia della lingua italiana presso l'università di Pisa. Vi rimase sino al 1953 allorché, nuovamente oppresso dalle ristrettezze economiche, fu costretto a trasferirsi a Velletri.
Colpito da una grave malattia, volle lasciare l'ospedale di Velletri per raggiungere il paese natale, ma morì durante il viaggio in treno.

## Opere
Le opere di Prati si incentrano principalmente sulle parlate della sua terra natale, la Valsugana, spaziando poi sulla toponomastica trentina e veneta sino all'etimologia delle parole italiane.
Al primo filone appartengono:
- L'italiano e il parlare della Valsugana, 1916;
- I Valsuganotti, 1923;
- Dizionario valsuganotto, 1960.

I suoi studi più generali confluirono in:
- Dizionario di marina dell'Accademia d'Italia, 1937;
- Vocabolario etimologico italiano, 1951;
- Storie di parole italiane, 1960.

Produsse poi il repertorio bibliografico di:
- I vocabolari delle parlate italiane, 1931;
- Voci di gerganti, vagabondi e malviventi, 1940, sui linguaggi gergali.